# Alistair Ian Cragg
Alistair Ian Cragg (ur. 13 czerwca 1980) – irlandzki lekkoatleta, specjalizujący się w biegu na 5000 metrów. Na tym dystansie wystąpił m.in.: podczas letnich igrzysk olimpijskich w 2004 (12. miejsce), 2008 (15. miejsce) oraz 2012 roku (31. miejsce), a także mistrzostw świata w lekkoatletyce w 2007 (28. miejsce), 2009 (27. miejsce) oraz 2011 roku (14. miejsce). Ponadto, na Letnich Igrzyskach Olimpijskich 2008 w Pekinie uczestniczył w konkursie biegu na 1500 metrów. Zajął wtedy 43. miejsce.

## Rekordy życiowe
| Konkurencja                | Wynik    | Miejsce      | Data             |
| -------------------------- | -------- | ------------ | ---------------- |
| Bieg na 1500 metrów        | 3:36.18  | Carson       | 20 maja 2007     |
| Bieg na 3000 metrów        | 7:32.49  | Monako       | 25 lipca 2007    |
| Bieg na 2 mile             | 8:23.75  | Carson       | 21 maja 2006     |
| Bieg na 5000 metrów        | 13:03.53 | Bruksela     | 16 września 2011 |
| Bieg na 10 000 metrów      | 27:39.55 | Palo Alto    | 29 kwietnia 2007 |
| Półmaraton                 | 1:01.58  | Nowy Jork    | 21 marca 2010    |
| Bieg na milę w hali        | 3:55.04  | Fayetteville | 21 czerwca 2006  |
| Bieg na 3000 metrów w hali | 7:38.59  | Fayetteville | 14 lutego 2004   |
| Bieg na 2 mile w hali      | 8:27.39  | Boston       | 28 stycznia 2006 |
| Bieg na 5000 metrów w hali | 13:28.93 | Fayetteville | 14 marca 2003    |

## Najlepsze wyniki w sezonie
| Rok  | Wynik   | Miejsce      | Data        |
| ---- | ------- | ------------ | ----------- |
| 2002 | 3:42.10 | Fayetteville | 13 kwietnia |
| 2003 | 3:39.24 | Fayetteville | 12 kwietnia |
| 2004 | 3:40.18 | Oxford       | 16 maja     |
| 2006 | 3:41.64 | Londyn       | 28 lipca    |
| 2007 | 3:36.18 | Carson       | 20 maja     |
| 2008 | 3:39.12 | Cork         | 12 lipca    |
| 2009 | 3:38.44 | Oslo         | 3 lipca     |
| 2010 | 3:39.43 | Nowy Jork    | 12 sierpnia |

| Rok  | Wynik   | Miejsce  | Data       |
| ---- | ------- | -------- | ---------- |
| 2004 | 7:38.96 | Bruksela | 3 września |
| 2007 | 7:32.49 | Monako   | 25 lipca   |
| 2008 | 7:38.21 | Paryż    | 18 lipca   |
| 2009 | 7:37.84 | Eugene   | 7 stycznia |
| 2010 | 7:44.25 | Liège    | 13 lipca   |
| 2011 | 7:46.29 | Londyn   | 5 sierpnia |

| Rok  | Wynik   | Miejsce | Data       |
| ---- | ------- | ------- | ---------- |
| 2006 | 8:32.75 | Carson  | 21 maja    |
| 2007 | 8:31.08 | Londyn  | 3 sierpnia |

| Rok  | Wynik    | Miejsce    | Data        |
| ---- | -------- | ---------- | ----------- |
| 2002 | 13:22.07 | Walnut     | 19 kwietnia |
| 2003 | 13:25.29 | Walnut     | 17 kwietnia |
| 2004 | 13:12.74 | Londyn     | 30 lipca    |
| 2006 | 13:08.97 | Nowy Jork  | 3 czerwca   |
| 2007 | 13:07.10 | Brasschaat | 21 lipca    |
| 2008 | 13:16.12 | Ostrawa    | 12 czerwca  |
| 2009 | 13:16.83 | Carson     | 16 maja     |
| 2010 | 13:21.66 | Gateshead  | 10 lipca    |
| 2011 | 13:03.53 | Bruksela   | 16 września |
| 2012 | 13:32.76 | Palo Alto  | 6 kwietnia  |

| Rok  | Wynik    | Miejsce    | Data        |
| ---- | -------- | ---------- | ----------- |
| 2002 | 29:33.77 | Starkville | 10 maja     |
| 2003 | 28:20.29 | Sacramento | 12 czerwca  |
| 2004 | 28:46.64 | Oxford     | 14 maja     |
| 2007 | 27:39.55 | Palo Alto  | 29 kwietnia |

| Rok  | Wynik   | Miejsce   | Data     |
| ---- | ------- | --------- | -------- |
| 2010 | 1:01.58 | Nowy Jork | 21 marca |
| 2012 | 1:03.29 | Marugame  | 5 lutego |

| Rok  | Wynik   | Miejsce      | Data        |
| ---- | ------- | ------------ | ----------- |
| 2003 | 3:59.94 | Gainesville  | 2 marca     |
| 2006 | 3:55.04 | Fayetteville | 21 stycznia |

| Rok  | Wynik   | Miejsce      | Data        |
| ---- | ------- | ------------ | ----------- |
| 2002 | 7:56.40 | Fayetteville | 9 lutego    |
| 2003 | 7:45.22 | Boston       | 1 lutego    |
| 2004 | 7:38.59 | Fayetteville | 14 lutego   |
| 2005 | 7:39.89 | Boston       | 29 stycznia |
| 2006 | 7:46.43 | Moskwa       | 12 marca    |
| 2007 | 7:43.30 | Fayetteville | 2 lutego    |

| Rok  | Wynik    | Miejsce      | Data      |
| ---- | -------- | ------------ | --------- |
| 2002 | 13:49.80 | Fayetteville | 8 marca   |
| 2003 | 13:28.93 | Fayetteville | 14 marca  |
| 2004 | 13:39.63 | Fayetteville | 12 marca  |
| 2008 | 13:32.01 | Fayetteville | 15 lutego |